# استریتر سیدل
استریتر سیدل (انگلیسی: Streeter Seidell؛ زادهٔ ۲ دسامبر ۱۹۸۲) کمدین، نویسنده، بازیگر و مجری تلویزیون اهل ایالات متحده آمریکا است. وی نویسندگی فیلم تنها در خانه (فیلم ۲۰۲۲) را انجام داد.

## بخشی از فیلمشناسی
از فیلم‌ها یا برنامه‌های تلویزیونی که وی در آن نقش داشته‌است،می‌توان به آثار زیر اشاره کرد.
- The College Humor Show
- Hardly Working
- The David S. Pumpkins Halloween Special
- Pranked
- Coffe Town
- I Love The 1880s
- Money From Strangers
- Sorority Pillow Fight